# ОШ „Танаско Рајић” Чачак
ОШ „Танаско Рајић” је једна од градских школа у Чачку, у приградском насељу Љубић. Ову школу похађају ученици из приградских насеља Љубић, Трбушани и Коњевићи. Школа носи име по Танаску Рајићу, једном од знаменитих учесника Првог и Другог српског устанка. Основана је 1960. године.